# Schronisko Dolne w Górze Drugie
Schronisko Dolne w Górze Drugie – jaskinia na Wyżynie Częstochowskiej znajdująca się na wzniesieniu Góra we wsi Trzebniów w województwie śląskim, w powiecie myszkowskim, w gminie Niegowa.

## Opis obiektu
Jaskinia typu schronisko znajduje się w skale, która przez wspinaczy skalnych nazwana została Białym Murkiem. Dojść do niej można odchodzącym od drogi Trzebniów – Ludwinów czerwonym Szlakiem Orlich Gniazd. Na pierwszym obniżeniu za wzniesieniem odchodzi od niego w lewo polna, piaszczysta droga. W odległości około 250 m od jej początku po jej lewej stronie jest skała Biały Murek ze schroniskiem. Skała znajduje się w lesie w odległości około 100 m od drogi i jest z niej niewidoczna.
Otwór schroniska ma szerokość 3,5 m, wysokość od 2,1 do 2,5 m i znajduje się u północno-zachodniej podstawy skały. Przed otworem leżą dwie duże skały. Po lewej stronie otworu jest pionowa szczelina o wysokości około 8 m, w górnej części otwarta i osiągająca tu szerokość 0,8 m. W stropie prawej części schroniska jest ukośna szczelina zakończona otworem w ścianie na wysokości około 5 m. Od głównego otworu biegnie korytarz o długości 9 m. Początkowo ma szerokość 5 m, potem zwęża się i ww końcowej części ma szerokość 2 m. Jego prawa ściana jest nachylona w lewo pod kątem 45°. W odległości 3 m od otworu korytarz podzielony jest filarem na dwie części. Filar ma wysokość 4 m i rozmiary 1,3 × 0,4 m. Od prawej części tego filara ku pochyłej ścianie biegnie ciasny i zwężający się korytarzyk, na końcu już nie do przejścia. W stropie na końcu głównego ciągu korytarza jest 3 m długości kominek o średnicy 0,6 m. Jest dokładnie wygładzony przez wodę pod ciśnieniem i znajdują się w nim kotły wirowe.
Schronisko powstało na prostopadłym do zbocza pęknięciu skał w późnojurajskich wapieniach skalistych. Później zostało poszerzone przez płynące nim wody. Kotły wirowe i liczne wygładzenia wskazują, że powstało w strefie freatycznej. Namulisko jaskiniowe początkowo było piaszczysto-lessowe, później przykryte zostało warstwą próchnicy, tylko w końcowej części pozostało lessowe. Nacieki w formie grzybków naciekowych i zwietrzałych polew występują tylko w części końcowej.
Schronisko znane było od dawna, ale nie opisywane. Jego dokumentację opracował M. Czepiel w lutym 2001 r.

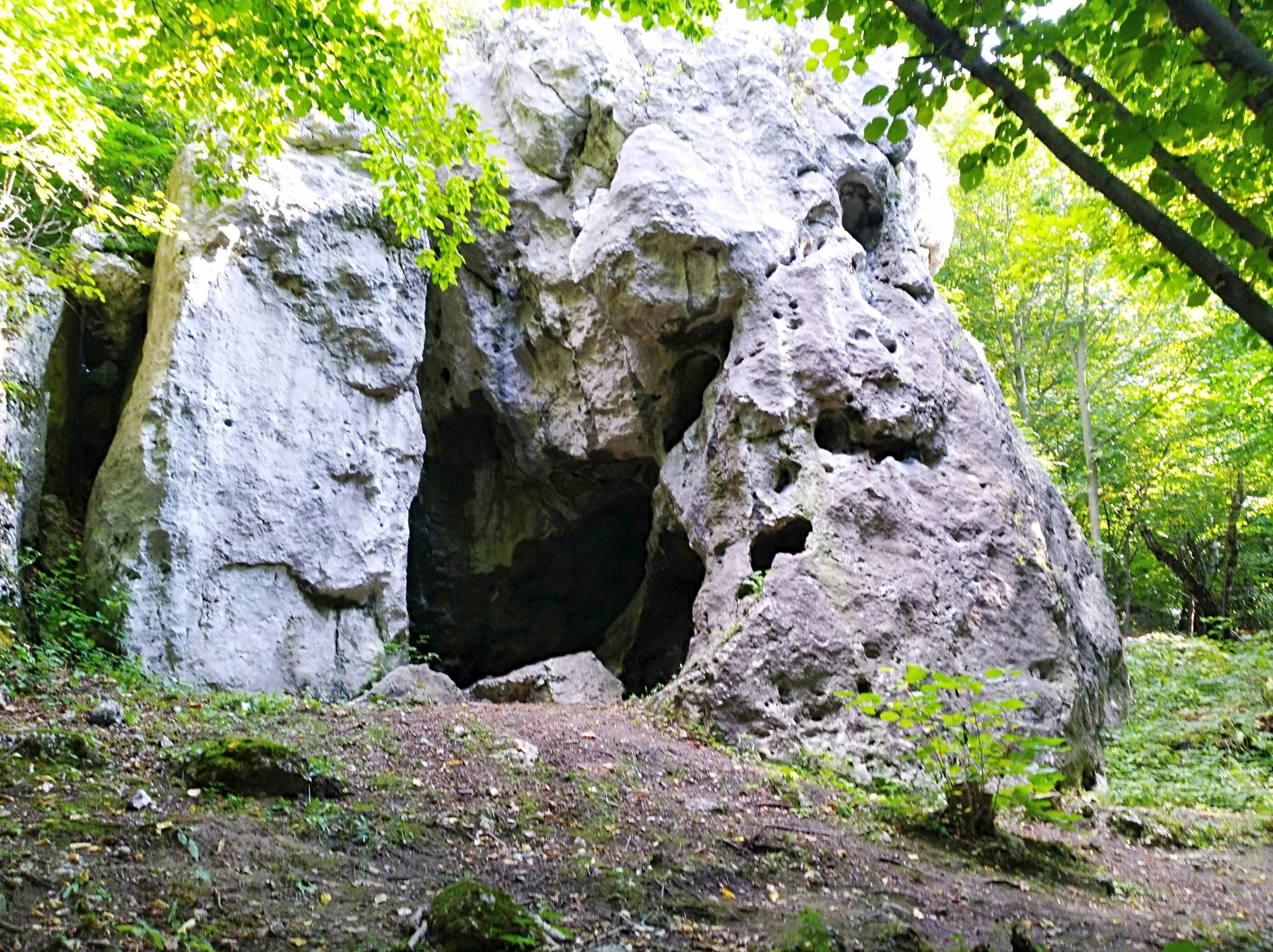
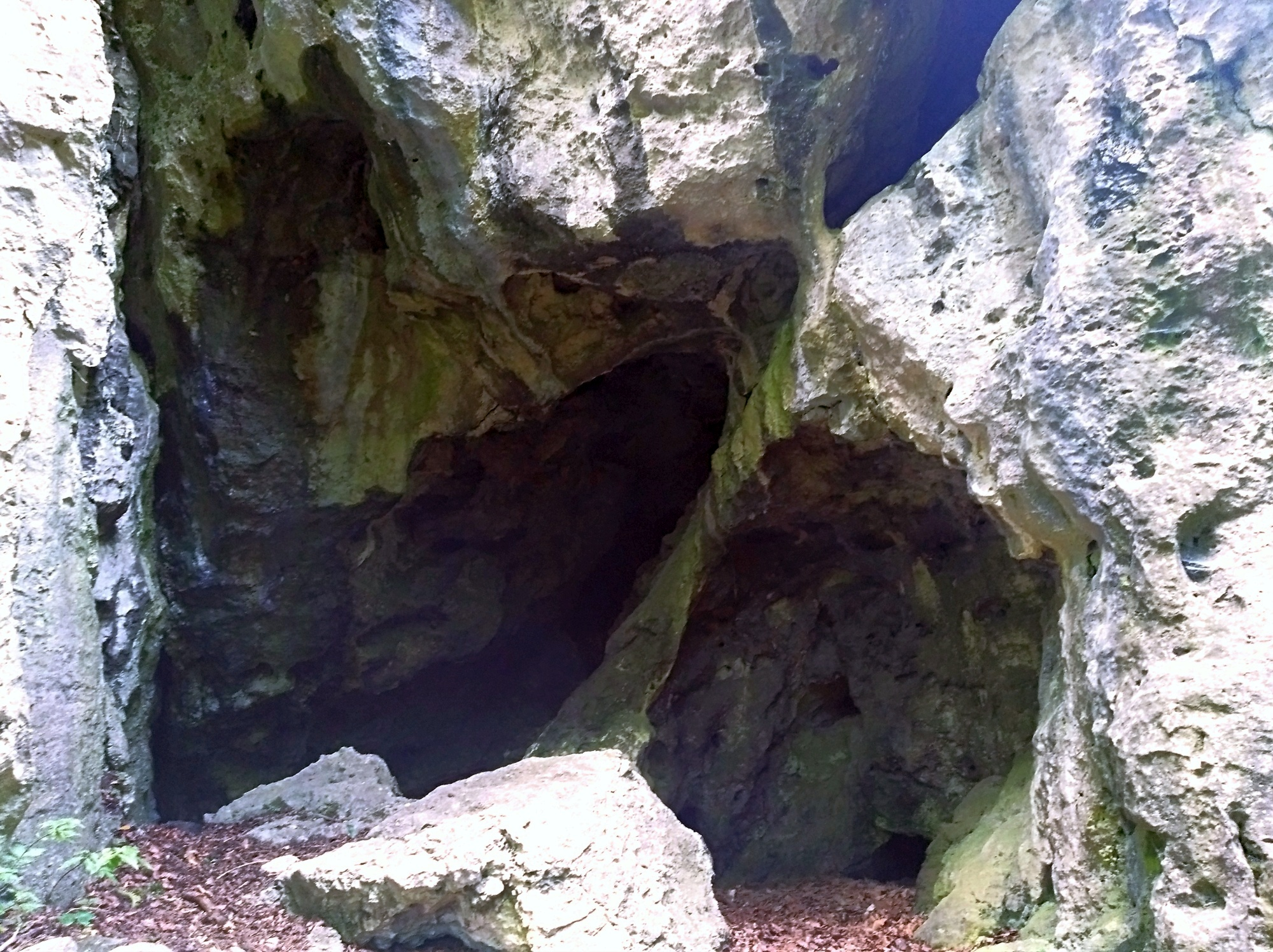
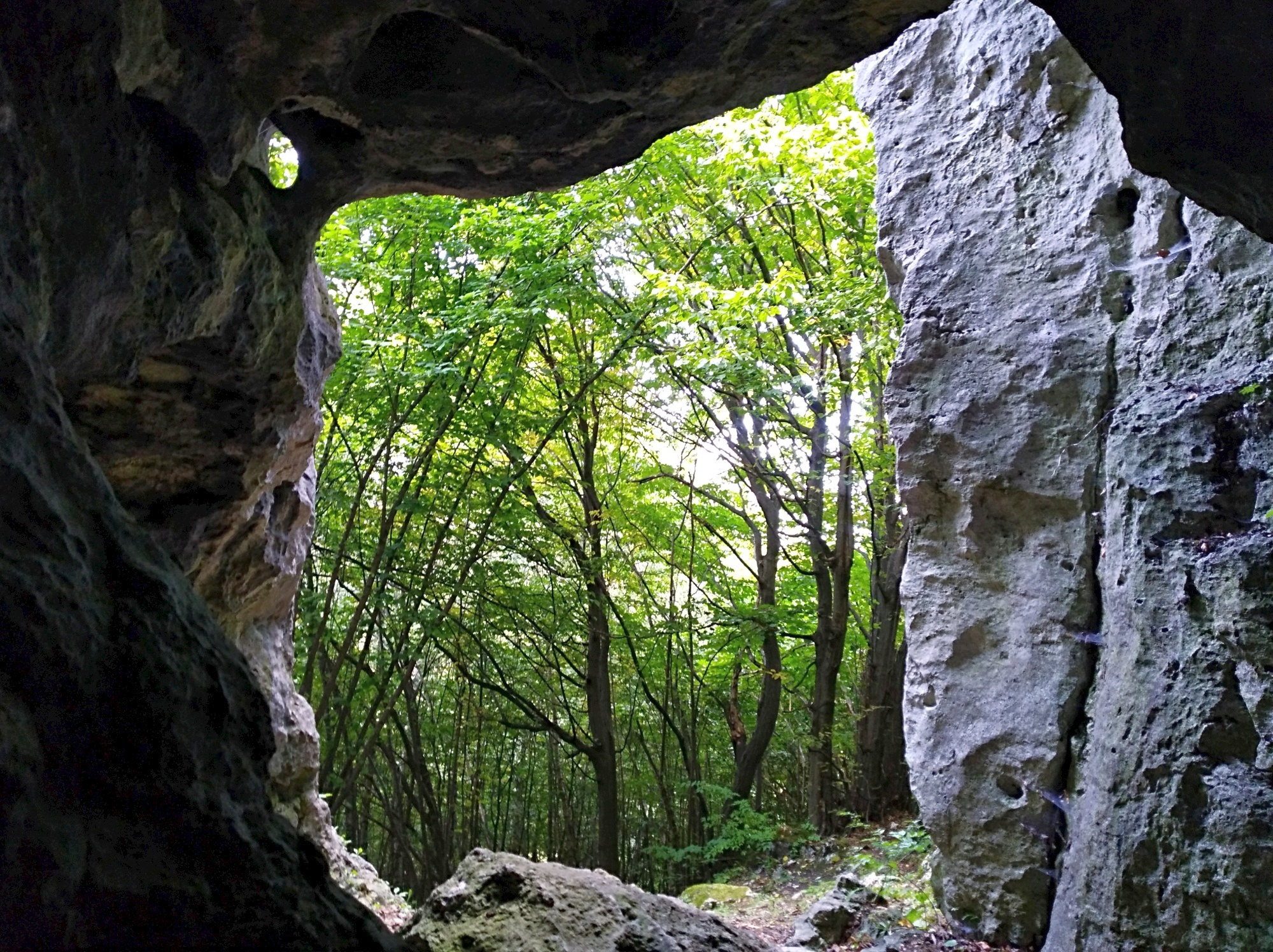
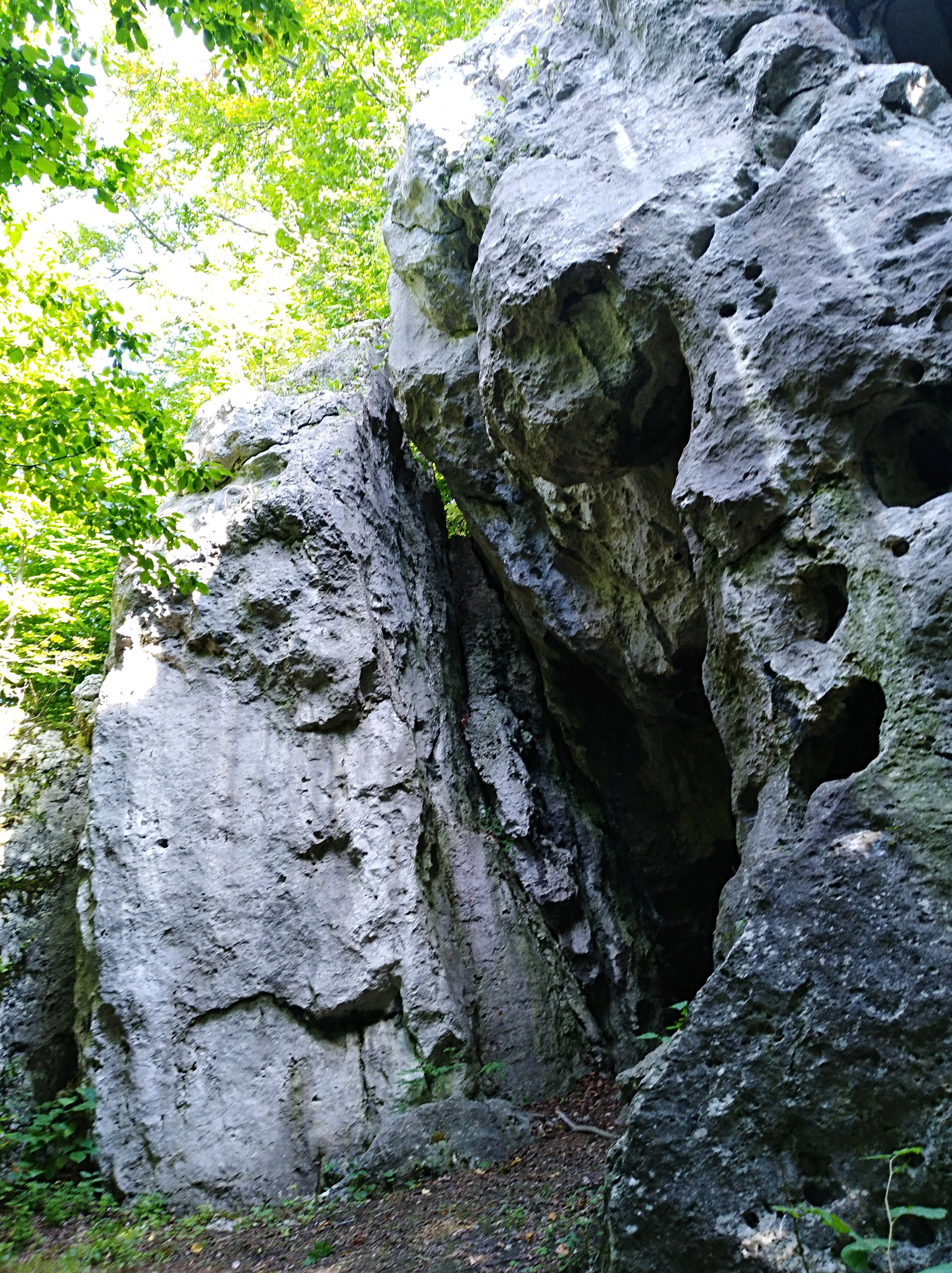